# 現代峨山
現代峨山（ヒョンデアサン/ヒュンダイアサン、日：げんだいがさん、ハングル表記：현대아산）は、対北朝鮮事業を業務の中心としている大韓民国の現代グループに属する企業である。

## 概歴

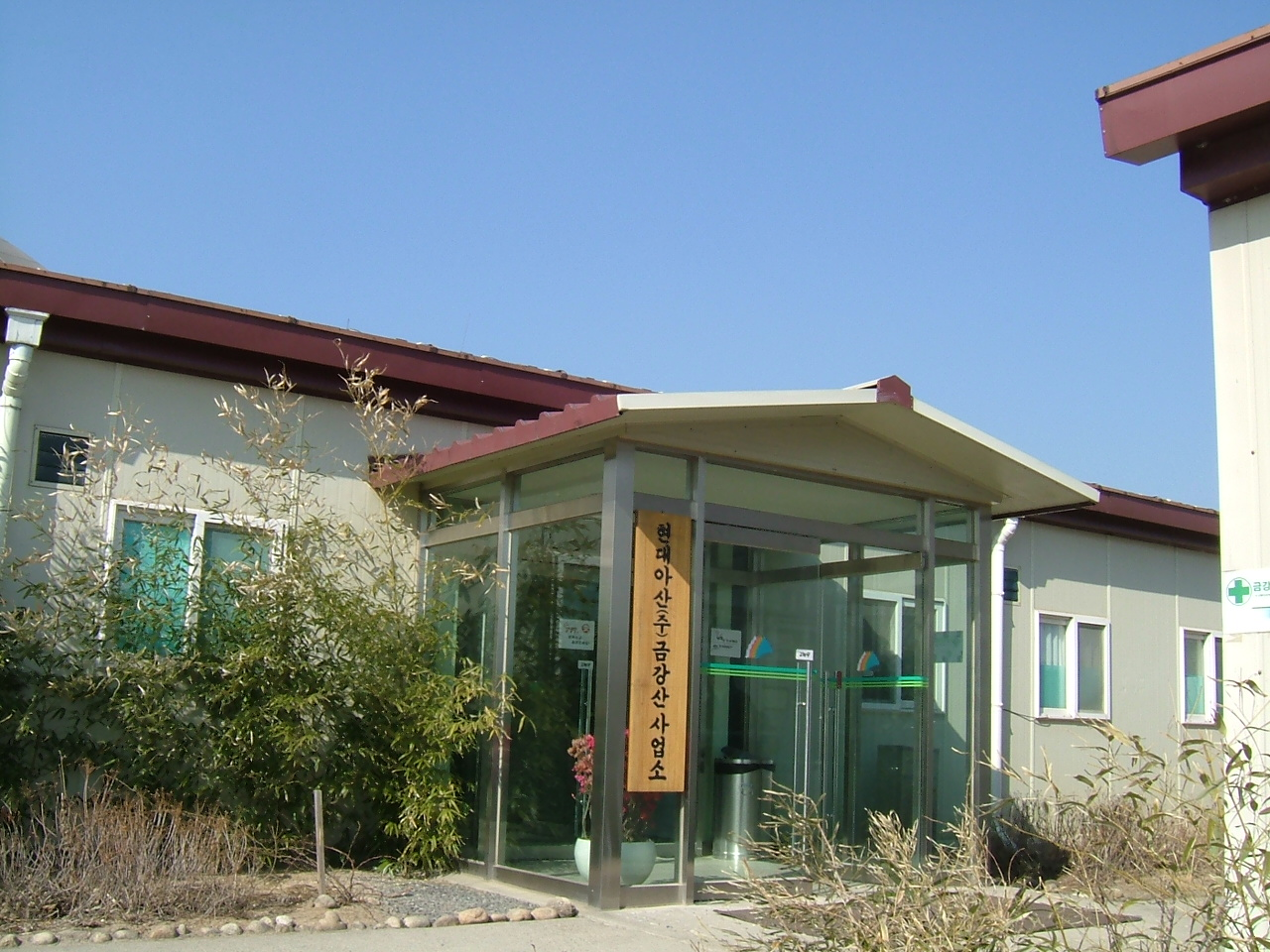
現代峨山の金剛山支所。2006年2月19日

現代峨山の本社はソウル特別市鐘路区にある。支所が北朝鮮側の金剛山と開城、そして韓国側の軍事境界線近くの高城と都羅山にあるが、これら支所は金剛山と高城は主に金剛山観光事業、開城と都羅山は開城工業地区事業を行うために設けられている。
現代財閥は創始者鄭周永が1989年に韓国の財界人として初めて北朝鮮を訪問し、金日成と会談するなど、以前から対北朝鮮事業に関心を持っていた。韓国と北朝鮮との南北関係は、1990年代に入って一進一退の状態が続いたが、1998年に対北朝鮮宥和政策、いわゆる太陽政策を提唱する金大中が大統領になると、同年の6月、鄭周永は牛500頭とともに板門店を経由して北朝鮮に向かい、金剛山観光事業の開始についての約束を北朝鮮当局と「金剛山観光事業に関する合意書および付属合意書」を締結した。金剛山の海金剛－元山地域の観光地区の土地利用について、50年間の事業権を取得する見返りに9億4200万ドルを北朝鮮側に支払った。。しかし予定通り金剛山観光が始まらないと見るや、10月に再度訪朝し、今度は金正日と直接面談して金剛山観光開始の約束を取り付け、11月18日に韓国江原道東海港から金剛山観光船を出航させた。金剛山観光を皮切りに現代財閥は対北朝鮮事業を本格的に開始する。そのような中、1999年2月に対北朝鮮事業専門企業として現代峨山が発足することになった。対北朝鮮事業では当初から鄭周永とともに5男の鄭夢憲が主導した。

### 財閥分裂・赤字
鄭夢憲は韓国国内で王子の乱と言われた兄の鄭夢九との争いに勝利して、1998年に現代財閥の後継者となったが、鄭夢九は2000年に現代-起亜自動車グループを率いて独立し、弟の鄭夢準も現代重工業グループを率いて現代グループから独立してしまい、本家の現代財閥は小さなグループとなってしまった。当初、金剛山観光は思ったように収益が挙がらずに巨額の赤字を生み続けるが、小さくなってしまった現代財閥には赤字を補填する能力はなく、2001年末から2003年にかけて、現代峨山では給料の遅配が頻発した。鄭夢憲は2000年の南北首脳会談に際して、南北関係に貢献したとして韓国側代表団の一人に選ばれるが、その一方で現代財閥は南北首脳会談の直前に北朝鮮に対して総額5億ドルもの秘密支援を行った。これは公式的には現代財閥が対北朝鮮事業の独占権確保のために支払った対価とされるが、実は南北首脳会談の対価ではないかという対北朝鮮秘密支援の捜査中の2003年8月4日、鄭夢憲は現代峨山の本社から飛び降り自殺をする。
鄭夢憲の後継者は未亡人の玄貞恩となる。対北朝鮮事業は鄭夢憲の死後の方が順調に進み、赤字続きであった金剛山観光も黒字を計上するようになり、足踏みが続いていた開城工業地区の建設も進むようになった。しかし、2006年には京義線、東海線の鉄道試運転が北朝鮮側の反対で突然中止になり、その後7月のミサイル発射や10月の核実験強行によって、現代峨山が行っている対北朝鮮事業は内外の厳しい批判を集めるようになり、対北朝鮮事業の先行きには不透明感が強まっている。2008年7月には、韓国人女性の北朝鮮兵士による射殺事件で金剛山観光が中止となり主力事業が消滅。役職員の約85%を削減した。金正恩は2019年10月に「見るだけでも気分が悪くなる汚らしい南側の施設」「金剛山の自然景観にふさわしい現代的な奉仕施設をわれわれ式で新たに建設すべき」。「今の金剛山はまるで北と南の共有物のように、北南関係の象徴、縮図のようになっており、北南関係が発展しなければ金剛山観光もできないということになっているが、これは明らかに誤ったことで、誤った認識」と批判し、撤去命令をした。朝鮮日報や東亜日報は背景に北朝鮮側の脅しと妄言を容認する低姿勢対応が北朝鮮を傲慢な態度を許していると北朝鮮に融和的な文在寅政府を批判した 。

## 対北朝鮮事業の問題点
問題点としては北朝鮮住人の金剛山立ち入り禁止で韓国人が言葉を交わせる北朝鮮国民は当局者とガイドだけという南北民間交流が名目なのに出来ない仕組みになっていることである。金剛山観光は北朝鮮の一般人から取り上げたのも同然であり、このように北朝鮮政府を利する事業を行っているのではないかという非難がある。金剛山観光事業では当初月額約10億円以上にもなる巨額の観光料を北朝鮮側に支払っていた。現在は支払額は減ったが、一般的な2泊3日の観光では一人当たり80ドルの観光料を北朝鮮側に支払っている。その上金剛山や開城そのものも、北朝鮮側に巨額の資金を支払い、長期間借り受ける形で事業を展開している。また金剛山や開城で働く北朝鮮労働者への賃金は、現代峨山から直接渡されることはなく、全て北朝鮮当局を通して渡されることになっているが、給料の大部分が北朝鮮当局の懐に入っていると推定されている。これら対北朝鮮事業によって北朝鮮に流れる資金は、北朝鮮の延命に力を貸すものだという強い非難を受けている。続いて韓国政府が進める太陽政策に則った事業を行っている関係上、現代峨山の事業は韓国政府の強い影響を受ける点が挙げられる。現代峨山の行っている事業を中断させられない韓国政府は、2002年には金剛山旅行代金を観光客に直接補助するという破天荒な方法で、現代峨山の事業を守るということまでした。一方で北朝鮮と現代峨山側が対立した場合などは韓国政府の干渉を受けることにもなるが、太陽政策を推し進めている現在の韓国政府が対北朝鮮事業を中止させられないことを上手く利用して、現代財閥は赤字続きであった対北朝鮮事業のみならず現代財閥そのものも守ってきた。現代峨山では強制ではないが、社員は少なくとも一度は北朝鮮に赴任する風潮がある。北朝鮮で仕事をすることによって、北朝鮮側の考えが理解しやすくなって日常業務に大いに役立つというのがその理由である。赴任先は金剛山か開城である。赴任期間は最低一年間で、給料も韓国国内よりも格段に良い。しかし現地では北朝鮮側と毎日のように交渉等を行うわけであるが、考え方が大きく違う韓国側と北朝鮮側はよく衝突があり、ストレスが絶えない仕事である。北朝鮮では仕事が終わった後の息抜きの場がほとんどないことも大きな問題である。また、金剛山では現代峨山以外で金剛山に進出している企業職員が駐在していて、中国系朝鮮族も大勢出稼ぎに来ている。開城工業団地でも各進出企業の職員が駐在している。現代財閥は金剛山と開城の独占開発権を握っているため、現代峨山はこれら進出企業の上に立つ形で北朝鮮側との交渉などの業務を進めている形になる。2011年8月に2008年7月からの中止期間から時間経過、投資した観光施設も老朽化したため、従業員は完全に撤収した。
2006年7月に発生した北朝鮮によるミサイル発射実験の影響で離散家族再会事業は中断され、北朝鮮の数少ない合法的収入源となっている金剛山観光事業と開城工業地区事業についてアメリカから問題提起がなされ、10月の北朝鮮核実験の後には金剛山観光事業と開城工業団地事業に対する批判が高まり、改めて現代峨山の事業は不安定な北朝鮮情勢の趨勢に左右されることが浮き彫りになった。事業の10年間で金剛山観光事業を進めながら支払った分が5597億ウォン（現在のレートで511億円）だ。これとは別に、現代峨山が施設などに投じた額は累計で2268億ウォン（約210億円）に上る。これまでに現代峨山が金剛山事業に投じた資金の総額は7670億ウォン（約710億円）である。現代峨山は2008年に金剛山観光を中止して以降、10年間で2247億ウォン（約208億円）に上る営業損失を出した。売り上げの損失だけで推定1兆5000億ウォン（約1388億円）になる。対北朝鮮事業そのものの先行きも不透明である。現代財閥以外の多くの韓国財閥は対北朝鮮事業に及び腰である。現代財閥は巨額の対価を支払って北朝鮮当局から様々な事業の独占権を得たはずなのであるが、朝鮮日報によると事業を進めるたびに様々な無理難題が飛び出す現状を見て、北朝鮮はとても事業を進める相手とはなり得ない。また北朝鮮という国そのものの先行きが不透明である。北朝鮮情勢が劇的な変化をすれば事業がどうなってしまうのか、これもまた不透明である。2018年11月18日から19日にかけ、北朝鮮の金剛山観光特区で行われた「金剛山観光20周年記念行事」で確認された各施設は、ほとんどが老朽化しており、まともに作動しない設備もあった。2019年10月末には北朝鮮の金正恩朝鮮労働党委員長（国務委員長）が金剛山観光地区内にある韓国側施設の撤去を指示して、事業が破局を迎えている。

## ロゴ

ハングル字体ロゴ
英字体ロゴ

## 年表
- 1989年1月 - 鄭周永現代財閥会長、北朝鮮を韓国財界人として初訪問し、金日成らと会談
- 1998年2月 - 金大中大統領就任、対北朝鮮宥和政策「太陽政策」を開始
- 1998年6月 - 鄭周永、500頭の牛とともに板門店を越え2度目の訪朝。韓国側からの金剛山観光の開始で合意
- 1998年10月 - 鄭周永3回目の訪朝、金正日と会談して金剛山観光の正式許可を受ける
- 1998年11月 - 金剛山観光開始
- 1999年2月 - 現代峨山創設
- 1999年6月 - 金剛山観光中の韓国人観光客が「亡命をそそのかした」との理由で北朝鮮当局に拘束され、金剛山観光一時中断
- 2000年6月 - 平壌で南北首脳会談
- 2000年8月 - 鄭夢憲と金正日が会談を行い、金剛山観光開発の推進と開城工業地区の開発開始で合意
- 2000年9月 - 金正日、現代が作った金剛山観光施設を視察
- 2001年1月 - 現代峨山の資金難が深刻化
- 2001年3月 - 鄭周永死去
- 2002年3月 - 韓国政府が金剛山観光客への観光費用の直接補助を行うことを決定（2002年度のみの措置）
- 2002年4月 - 金剛山で第4回離散家族再会事業が行われる。以降離散家族再会は金剛山で行われるのが慣例となる
- 2002年9月 - 京義線、東海線の鉄道・道路連結工事が着工される
- 2002年11月 - 北朝鮮、金剛山を観光地区、開城を工業地区に設定する
- 2003年2月 - 金剛山で軍事境界線を直接越える陸路観光の試験が行われる。また5億ドルにも及ぶ対北朝鮮秘密支援が行われた事実が明るみとなる
- 2003年6月 - 開城工業団地着工、京義・東海線の南北鉄道の連結式が行われる
- 2003年8月4日 - 鄭夢憲、現代峨山本社から投身自殺[23]
- 2003年9月 - 金剛山陸路観光本格化
- 2004年12月 - 開城工業団地で製品生産が開始される
- 2005年6月 - 金剛山観光100万人突破
- 2005年8月 - 金剛山で離散家族の面会場が着工される
- 2006年7月 - 離散家族再会事業中断に伴い、面会場建設も中断される
- 2006年10月 - 北朝鮮が核実験を実施、金剛山観光事業と開城工業団地事業の継続が危機に陥る
- 2007年12月 - 北朝鮮開城への陸路による日帰り観光ツアー開始
- 2008年7月 - 金剛山で正規ルートを外れた韓国人観光客が北朝鮮兵に射殺される事件が発生。韓国からの金剛山観光が中断される[19]。
- 2008年11月 - 北朝鮮側の南北間の往来制限措置により、韓国からの開城観光が中断される（韓国から北朝鮮への観光が全て中断）。
- 2011年8月 - 従業員の金剛山からの完全撤収[19]。
- 2017年8月4日 - 金剛山特区での追悼式を北側が訪朝要請を拒否[23]。
- 2019年3月 - 金剛山観光再開に向けた金剛山と開城にある施設の改・補修などに340億ウォン（約31億円）を投資と施設の改・補修のために414億ウォン（約38億円）規模の有償増資を発表[19]。
- 2019年10月 - 金正恩による現代峨山の施設撤去命令[14][19]。